# Lycée Houffon
Le Lycée Houffon anciennement connu sous le nom de Cours normal d'instituteurs d'Abomey est un établissement scolaire public béninois créé en 1921.

## Histoire
Crée en 1921 sous l'appellation de Cours normal d'instituteurs d'Abomey, ce n'est que plus tard que cet établissement prendra le nom de Lycée Houffon. À l'époque, l'école fut créée sous le modèle de celle de l'École normale William-Ponty de Gorée, pour accueillir non seulement des normaliens du Dahomey d'alors mais aussi ceux d'autres colonies de l'Afrique Occidentale Française. Depuis 1996,, ce bâtiment porte l'appellation de lycée Houffon- Foyer des jeunes filles et est sous la tutelle du ministère de l'enseignement secondaire, technique et de la formation professionnelle,,.

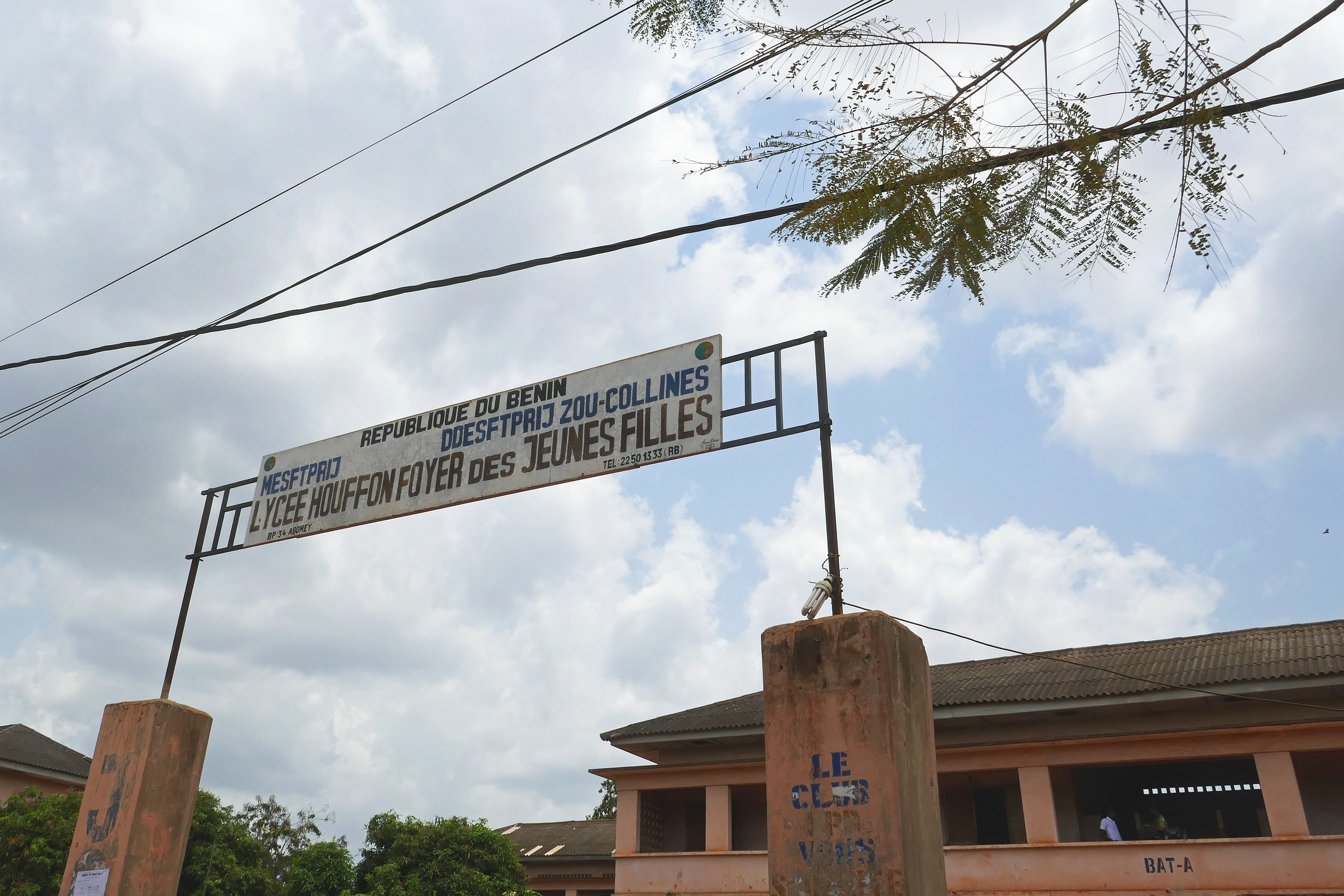
Abomey-Lycée Houffon-Foyer des Jeunes Filles